# Андроник (апостол от 70)
Андрони́к (др.-греч. Ἀνδρόνικος — победитель мужей; I век) — апостол из числа семидесяти, епископ Панноникийский. Память в Православной церкви совершается 4 (17) января, 17 (30) мая и 30 июля (12 августа).
Андроник и его помощница Иуния (Юния или Гуния) были родственниками апостола Павла и сподвижниками в его апостольских трудах. О них он упоминает в послании к Римлянам (Рим. 16:7). Святой Андроник был епископом Сирмии Паннонской, но проповедовал и в других странах. О нём известно, что он обратил в христианство множество язычников, разрушал языческие храмы, воздвигал церкви, творил чудеса. После многих трудов и притеснений от язычников апостол Андроник и его спутница скончались естественной мирной смертью.
По сохранившемуся преданию, впоследствии клирику и каллиграфу Николаю было открыто в видении, что между мощами, обретёнными в правление императора Аркадия (395—408) в константинопольском квартале Евгения (районе Евгеньевых ворот, πύλαι ἁγίου Εὐγενίου, которые связывали город с гаванью Боспорион), находятся мощи св. апостола Андроника и помощницы его Иунии. Эти сведения признаны неверными.